# Косарев, Борис Максимович
Бори́с Макси́мович Ко́сарев (1911—1989) — советский фотокорреспондент, в 1930-е — 1950-е годы — официальный правительственный фотограф, автор снимков с Ялтинской конференции, фотографий советских руководителей.

## Биография
Родился 10 ноября (29 октября) 1911 года в Одоеве Тульской губернии, ныне Тульская область. В возрасте 14 лет начал фотографировать подаренным отцом фотоаппаратом, печатал на фотопластинках, самостоятельно работал с фотохимикатами, научился печатать фотоснимки.
1927—1929 годы работал штамповщиком на заводе «Электросвет», в это же время учился на курсах фоторепортёров при Обществе друзей советского кино. Фотоснимки предлагал редакциям газет и журналов, первые работы были опубликованы в газете «Вечерняя Москва». 

В 1929 году приглашён Максимом Горьким в журнал «Наши достижения», где несколько лет проработал фотокорреспондентом, также в период 1929—1932 годов публиковался в «Рабисе», «Кино и жизни». 

1932—1933 годы — ответственный фотограф на строительстве Прибалхашстроя, фоторепортёр агентства «Союзфото», многие пейзажи и портреты, выполненные на Балхаше, получили известность. По возвращении в Москву работал фоторепортёром в газетах «Северный путь», «Комсомольская правда», работы публиковались во многих московских газетах. 

В 1934 году призван на срочную военную службу, служил на западной границе СССР в Украинской ССР. Демобилизовался в 1936 году.
С 1936 года по 1960 год — фотограф при Совете министров СССР. 

С 1940 года — член ВКП(б). 

В феврале 1945 года направлен фотокорреспондентом в Крым для съемок Ялтинской конференции глав государств США, Великобритании и Советского союза, некоторые из снимков «Ялтинской тройки» (Сталина, Рузвельта и Черчилля) многократно публиковались во различных зарубежных изданиях. Многие негативы в дальнейшем были изъяты ЦК КПСС. Считается, что начальник охраны Сталина Власик присваивал авторство некоторых фотографий себе, размещая на обороте надпись «фото Власика», но при этом Сталин знал настоящего автора фотографий, и лично вызывал Косарева и требовал отражения советской делегации в выгодном свете.
В 1956—1958 годы — окончил курсы фотожурналистов при Союзе журналистов. 

1960 году — стал фоторепортёром по вольному найму, с 1960 года — член Союза журналистов СССР.
Работал практически на всех мероприятиях на Красной площади. Собрал большую галерею фотопортретов и жанровых сцен из жизни советских руководителей, начиная от Хрущёва, заканчивая Брежневым и Андроповым. Среди деятелей искусства на фотоработах отмечены Шолохов, Солженицын, Ростропович, Бондарчук, Плисецкая. 

Долгие годы работал фотокорреспондентом в Агентстве Печати Новости, ТАСС, Известия, и др.

В последние десятилетия публиковался в журналах «Огонёк», «Советское фото», в газетах издательства «Правда», «Пионерская правда», «Сельская жизнь» и др., большое внимание в творчестве уделял теме государственной границы, многие снимки опубликованы в журнале «Пограничник».
До последних дней Борис Максимович активно работал, фотографировал, писал рассказы и стихи.
Борис Максимович Косарев умер 14 ноября 1989 года. Похоронен на Даниловском кладбище.

## Семья
Отец — Максим Андреевич Косарев (скончался в 1958 году), бывший матрос Балтийского флота, путешествовал с писателем Новиковым-Прибоем, который упомянул Максима Андреевича в своём творчестве. По воспоминаниям сына Бориса Косарева, режиссёра Александра Косарева, Максим Косарев был революционером и перевозил через залив В. И. Ленина, когда тот прятался в Разливе. 

Мать — Евдокия Николаевна, скончалась в 1955 году.
Жена — Косарева Нина Павловна, (1916—2012) — учитель биологии и химии.

Сын — Александр Борисович Косарев (1944—2013) — советский, российский кинорежиссёр, заслуженный деятель искусств России, сценарист и актёр, поэт.

## Награды
- Медаль «За оборону Москвы» — 1944
- Орден «Красная Звезда» — 1945
- Медаль «За победу над Германией в Великой Отечественной войне 1941—1945 гг.» — 1945
- Медаль «В память 800-летия Москвы» — 1947
- Медаль «30 лет Советской Армии и Флота» — 1948
- Медаль «40 лет Вооруженных Сил СССР» — 1957
- Медаль «За боевые заслуги» — 1949
- Орден «Красная Звезда» — 1954
- Медаль «За безупречную службу» 1 степени — 1958
- Юбилейная медаль «Двадцать лет Победы в Великой Отечественной войне 1941—1945 гг.» — 1965
- Медаль «Юбилейная медаль «50 лет Вооружённых Сил СССР»» — 1967
- Медаль «В ознаменование 100-летия со дня рождения Владимира Ильича Ленина» — 1970

Заслуженный работник культуры РСФСР — 1971.
Работая фоторепортером, Борис Косарев много ездил по СССР, в этих поездках были сделаны многие известные снимки, украшавшие стенды фотовыставок от Гонконга и Нью-Йорка, до Парижа и Сингапура.
Многие фотоработы Бориса Косарева отмечены Международными наградами, например, фотоработы «Снег идёт», «Перед грозой» и «Первый полет в космос» и др.

## Выставки
- 2006 — Выставка фотографий Бориса Косарева «Light in B&W» («Свет в черно-белом»)в галерее Ultra Lounge
- 2015 — ММАМ (Московский Дом Фотографии). Военным фотографам посвящается. Территория Победы
- 2015 — Музей Москвы. «Город победителей». Экспозиция, посвященная 70-летию победы в Великой Отечественной войне
- 2015 — Центр фотографии имени братьев Люмьер. Выставочный проект «Советское фото»
- 2016 — Музей Москвы. «Зима в Москве в объективе фотокорреспондента Бориса Косарева». Мэрия Москвы
- 2016 — Центр фотографии имени братьев Люмьер. Выставочный проект «Зима в городе»
- 2017 — Музей Москвы. «Открытие коллекции. Мир советского фотографа Бориса Косарева»
- 2017 — Выставочный комплекс Манеж. ТАСС открывает фотоархивы «Главные кадры»
- 2018 — Выставка об истории футбола «Мяч круглый, поле ровное», пав. Карелия, ВДНХ
- 2019 — Музей Москвы. «Фамильные ценности»
- 2021 — Выставка "Ключевой кадр" в 110-летию Бориса Косарева. В Щепкинском фойе Исторической сцены Малого театра, для зрителей театра
- 2021 — Выставка "Московская коллекция Бориса Косарева. Портрет на фоне города". Центр Гиляровского (Музей Москвы), Москва